# Isak Sven Landtmanson
Isak Sven Landtmanson, född 30 april 1829 i Mariestad, död 8 april 1901 i Uppsala domkyrkoförsamling, Uppsala, var en svensk rättshistoriker. Han var bror till Carl Landtmanson och farbror till Samuel Landtmanson.
Landtmanson blev 1847 student vid Uppsala universitet, där han 1854 promoverades till filosofie magister, 1861 avlade juris kandidatexamen och 1863 förordnades till docent i romersk rätt. Han utnämndes 1868 till adjunkt i svensk allmän lagfarenhet och romersk rätt samt var 1869–1894 professor i romersk rätt, juridisk encyklopedi och rättshistoria vid Uppsala universitet. Vid dettas jubelfest 1877 kreerades han till juris hedersdoktor.
Av Landtmansons arbeten kan nämnas de i Uppsala universitets årsskrift införda avhandlingarna Om concursbo, dess begrepp, uppkomst och omfattning (1866), Studier i arfsrättens historia (1868), Svensk rättshistoria i utlandet. Karl von Amira, Altschwedisches Obligationsrecht (1883), Träldomens sista skede i Sverige (i "Skrifter utgivna av Humanistiska vetenskapssamfundet i Uppsala", 1897), de i "Tidsskrift for retsvidenskab" förekommande recensionerna av Alfred Winroths "Ur mina föreläsningar" (1891, 1893) och Ludovic Beauchets "Loi de Vestrogothie" (1895) samt en mängd artiklar i romersk och svensk rättshistoria i Nordisk familjebok. Som tecknare är han representerad med 15 blyertsteckningar vid Carolina Rediviva.